# Sabine Haunhorst
Sabine Haunhorst (* 5. April 1966) ist eine deutsche Juristin. Sie ist seit dem 9. April 2015 Richterin am Bundesfinanzhof.

## Leben und Wirken
Haunhorst war nach dem Abschluss ihrer juristischen Ausbildung zunächst von 1994 bis 1998 als Rechtsanwältin in einer Wirtschaftsprüfer-, Steuerberater- und Rechtsanwaltssozietät in Osnabrück und Dresden tätig. 1998 trat sie in den Justizdienst des Freistaates Sachsen ein. Von 1998 bis 2002 war sie als Richterin dem Sächsischen Finanzgericht in Leipzig zugewiesen. 2002 wechselte sie als Richterin an das Finanzgericht Münster. 2013 wurde sie dort zur Vorsitzenden Richterin ernannt. Seit 2009 war sie zusätzlich Dezernentin für Presse- und Öffentlichkeitsarbeit. Haunhorst ist promoviert.
Das Präsidium des Bundesfinanzhofs wies Haunhorst dem VIII. Senat zu, der vornehmlich für Einkünfte aus selbständiger Tätigkeit und aus Kapitalvermögen zuständig ist.